# Auburn (Illinois)
Auburn é uma cidade localizada no estado americano de Illinois, no Condado de Sangamon.

## Demografia
Segundo o censo americano de 2000, a sua população era de 4317 habitantes. 
Em 2006, foi estimada uma população de 4244, um decréscimo de 73 (-1.7%).

## Geografia
De acordo com o United States Census Bureau tem uma área de 
8,2 km², dos quais 8,2 km² cobertos por terra e 0,0 km² cobertos por água.

## Localidades na vizinhança
O diagrama seguinte representa as localidades num raio de 16 km ao redor de Auburn. 